# Церковь 2011: необходимость прорыва
«Церковь 2011: необходимость прорыва» (нем. Kirche 2011: Ein notwendiger Aufbruch) — меморандум католических теологов, главным образом немецкоговорящих стран — Германии, Швейцарии и Австрии, опубликованный в феврале 2011 года и призывающий к реформам в католичестве в ответ на скандалы, связанные с сексуальными домогательствами в церкви.

## Фон событий
В 2010 году стало известно множество случаев сексуальных домогательств со стороны священников, преподававших в католических учебных заведениях по отношению к ученикам. Выяснилось, что случаи педофилии были известны церковной иерархии, но замалчивались в течение долгих лет. Скандалы вокруг этих случаев существенно пошатнули имидж церкви и привели к негативным последствиям.
В частности, среди католиков произошло значительное увеличение числа выходов из церкви. Так, социологический опрос, проведённый немецким журналом Stern в марте 2010 года, продемонстрировал, что 19 % немецких католиков, участвовавших в этом исследовании, готовы выйти из церкви в связи с данными скандалами.
Резонанс вокруг этой темы с новой силой поднял обсуждение проблемы обязательного целибата священнослужителей латинского обряда. По результатам исследования ARD-Deutschlandtrend центрального общественно-правового немецкого телевидения 87 % опрошенных считают целибат не соответствующим современности, и только 9 % сообщили, что видят в нём смысл. В контексте событий стали затрагиваться вопросы о необходимости женатого священства, а также рукоположения женщин.

## Декларация меморандума
В начале февраля 2011 года группа католических теологов выпустила меморандум с призывом к реформам. Первоначально его подписали около 150 из 400 немецких католических теологов. В дальнейшем число подписавшихся увеличилось до 311. Из них профессоров католической теологии немецкоговорящих стран 240, а остальные из других стран.
В связи с меморандумом в прессе отмечается, что он является «самым громким выступлением немецких теологов с критикой Ватикана за последние 22 года». Сообщается также, что есть основания считать, что подписавшихся могло быть больше, если бы некоторые богословы, согласные с концепцией меморандума, не побоялись его подписать от страха церковных санкций.
Меморандум «Церковь 2011: необходимость прорыва» содержит шесть требований.
- Миряне должны участвовать в выборе священства и епископата церкви.
- В церкви должно быть разрешено женатое священство и рукоположение женщин.
- Необходимо, чтоб в церкви было признание свободы и достоинства каждого человека, правовая культура требует улучшения.
- Церковь должна соблюдать уважение к совести человека, особенно — в вопросах выбора личной жизни. Не следует исключать из церковной жизни людей, которые вступили в повторный брак после развода, а также живущих в однополых партнёрствах.
- Церковь должна положить конец «моральному ригоризму» и обратиться к большему милосердию.
- Церковное богослужение не должно замораживаться традиционализмом, необходимо придерживаться культурного разнообразия и исключить унификацию.

Не все требования меморандума имеют отношение к проблеме скандалов с сексуальными домогательствами. Теологи по этому поводу отметили:  «Глубокий кризис, который переживает наша церковь, требует, чтобы рассматривались даже проблемы, напрямую не относящиеся к случаям сексуальных домогательств и последующему замалчиванию этих преступлений».

## Реакции на меморандум
Реакция церковной иерархии и католической общественности Германии на требования меморандума была различной. От имени Конференции католических епископов Германии с официальным заявлением выступил секретарь епископата священник Ганс Лангендерфер. В заявлении выражалась благодарность авторам меморандума за отсутствие равнодушия к будущему католичества и прозвучало признание существования проблем в церкви. Вместе с этим, в заявлении сообщалось, что ряд требований не вполне соответствует учению церкви.
Центральный комитет немецких католиков (Zentralkomitee der deutschen Katholiken) поддержал требования меморандума. Приветствовали меморандум также Союз Немецкой Католической молодежи (Bund der Deutschen Katholischen Jugend), движение Katholische Frauengemeinschaft Deutschlands и католическое движение немецких женщин Katholischer Deutscher Frauenbund.
С резкой критикой меморандума выступила организация Форум немецких католиков. По мнению одного из противников меморандума, профессора церковной догматики из Фрайбурга Хельмута Хопинга удовлетворение требований меморандума приведёт к стиранию различий между церковью и светским обществом.
В поддержку призыва к реформам, сделанного в меморандуме, было инициировано международное движение. Его организаторами выступили доктор Магдалена Буссман и Томас Вистрах из немецкого Движения за признание и поддержку свободы человека в Церкви «Leserinitiative Publik e. V.», Сигрид Грабмэйер и Кристиан Вэйснер из австрийского Движения за обновление Католической Церкви «Wir sind Kirche».